# Gentile Bellini
Gentile Bellini (Velence, 1429 – Velence 1507. február 23.) olasz festő, szobrász és éremművész, Jacopo Bellini fia. Főleg sógorának, Mantegnának a  hatása alatt fejlődött.

## Életpályája
Fiatalkori műveiből kevés maradt fenn. Tekintélyes festő volt, a velencei Signoria 1479-ben II. Mehmed oszmán szultán kérésére mint arcképfestőt Konstantinápolyba küldte. Keleti tartózkodásának eredménye a szultán jellegzetes festői arcképe (Velence, Layard-képtár) és azok a keleti vonások, melyek több festményén láthatók. Hazatérése után nagy, nyilvános megbízásokban részesült, de a dózsepalota tanácsterme számára festett nagy olajképsorozata elpusztult.

## Főbb művei
A velencei Scuola di San Giovanni Evangelista számára festett nagy képei, amelyek a szent kereszt ereklyéjének csodáit ábrázolják (Velence, Accademia), csodálatos hűséggel adják vissza az akkori Velence életét, és nagy hatással voltak a velencei festészet fejlődésére. A Scuola di San Marco számára festette Szent Márk alexandriai prédikációját ábrázoló képét, amelyet azonban öccse, Giovanni Bellini fejezett be (Milánó, Brera képtár). Jellegzetes, kiváló műve Caterina Cornaro, Ciprus királynéjának rendkívüli gonddal és kérlelhetetlen élethűséggel festett arcképe a budapesti Szépművészeti Múzeumban.